# Juden
Als Juden und Jüdinnen (hebräisch יְהוּדִים jehudim, יהודיות jehudot) bezeichnet man Menschen, die zum Judentum gehören. Dieses geht historisch auf die Israeliten zurück, deren Glaubenstraditionen im Tanach, der hebräischen Bibel, bewahrt sind.
Die Halacha (das jüdische Recht aus Mischna und Talmud) definiert von einer jüdischen Mutter geborene oder zum Judentum übergetretene Menschen als Juden. Teile des Judentums betrachten zudem Kinder eines jüdischen Vaters und einer nichtjüdischen Mutter als Juden und erleichtern ihnen den Übertritt. Religiöse wie nichtreligiöse Juden verstehen sich im Anschluss an die Bibel oft als Teil des jüdischen Volkes, einer durch Abstammung und Geschichte verbundenen Schicksalsgemeinschaft (siehe dazu den Hauptartikel Geschichte der Juden).

## Bezeichnungen

### „Israel“
Die später als Juden bezeichnete ethnisch-religiöse Gruppe erscheint historisch unter dem Namen „Israel“ (hebräisch ישראל Jisra'el), zuerst belegt auf der ägyptischen Merenptah-Stele (1208 v. Chr.). In der Bibel verleiht der Gott JHWH diesen Namen dem Stammvater Jakob (Gen 32,29 ), der ihn an die von ihm abstammenden Zwölf Stämme Israels vererbt. Ab Ex 1,9  heißen alle ihre beim Auszug aus Ägypten befreiten Nachkommen „das Volk der Kinder Israels“ oder „das Volk der Israeliten“.
„Israel“ hieß dieses Volk und sein Gebiet biblisch auch als Königreich unter Saul, David und Salomo. Nach der Teilung dieses Reichs behielt das größere Nordreich Israel den Namen, außerbiblisch belegt unter anderem auf der Mescha-Stele. Nach dessen Untergang (722/720 v. Chr.) bezeichnete vor allem die biblische Prophetie das verbliebene Südreich Juda und dessen ins Babylonische Exil (587–539 v. Chr.) deportierte Bewohner als „Israel“. Auch die Gemeinschaft der Exilheimkehrer und der Staat der Hasmonäer behielten diesen Namen, ebenso die seit etwa 300 v. Chr. entstandene Gruppe der Samaritaner. Sie nannten sich selbst auch in der Diaspora „Israeliten“.
Im 1. Jahrhundert nannten sich die unterdrückten Bewohner der römischen Provinz Judäa und Samaria weiterhin „Volk Israel“ (Am Jisra'el), um an ihre biblische Frühgeschichte zu erinnern und ihre Identität als Nachkommen der Israeliten zu bewahren. Auch das Urchristentum und sein Neues Testament (NT) nannten dieses Volk im Raum Palästina selbstverständlich „Israel“ und seine Angehörigen „Israelit(en)“, etwa in Joh 1,47 , 2 Kor 11,22 , Röm 9,4  und 11,1  sowie in Apg 2,22 , 3,12 , 5,35 , 13,16  und 21,28 .
Das nachbiblische rabbinische Judentum blieb sich seiner Identität mit „Israel“ auch nach der Zerstörung des Jerusalemer Tempels im Jahr 70 voll bewusst. Der Name bezeichnet also das biblische erwählte Gottesvolk, dessen (geografisch und politisch verschieden bestimmtes) Land und die Abstammungsgemeinschaft aller seiner Nachkommen. Darum verwendeten viele Juden und Nichtjuden die Bezeichnungen „Israel“ und „Judentum“ schon lange vor der Gründung des modernen Staates Israel 1948 synonym.

### Jehudi
Das deutsche Wort „Juden“ geht wie das englische Jews, das französische Juifs und die Äquivalente weiterer Sprachen auf das hebräische Wort יְהוּדִי Jehudi zurück. Es ist vom Vornamen Jehuda abgeleitet, der in der griechischen Bibelübersetzung Septuaginta zu Juda gräzisiert wurde. Dessen Wurzel j–h–d enthält eine Kurzform des Gottesnamens JHWH und bedeutet „Gott preisen, danken“. So nannte Jakobs Frau Lea laut Gen 29,35  ihren vierten Sohn, der zum Stammvater des größten israelitischen Stammes wurde.
„Juda“ bezeichnet im Tanach daher zunächst diesen Stamm und sein Siedlungsgebiet. König David machte es zu Beginn seiner Amtszeit (~1000 v. Chr.) zum „Königreich Juda“ (2 Sam 5,5 ), das er einige Jahre später mit den Gebieten weiterer israelitischer Stämme vereinte. Nach der Reichsteilung unter König Rehabeam umfasste das Südreich Juda auch das Gebiet des Stammes Benjamin (1 Kön 12,16–21 ). Von da an nannte man Judas Bewohner Jehudi, gleich aus welchem Stamm sie kamen.
Nach dem Untergang des Nordreichs Israel erweiterte sich die Bedeutung des Wortes. Das Buch Ester bezeichnet Mordechai aus dem Stamm Benjamin als „Jude“ (Est 2,5 ; 5,13 ) und seine vor einem Ausrottungsversuch gerettete Gruppe als „Volk“ und „die Juden“ (Est 8,12 ). Das Wort umfasste auch deren Religion und die Menschen, die sich ihr anschlossen (Est 8,17 ). So bezeichneten nun auch Nichtjuden im Achämenidenreich diese ethnische, politische und religiöse Minderheit. Dabei bezog sich Jehudi weiter auf die Bewohner der persischen Provinz Jehud im Gebiet des früheren Reiches Juda. Juden nannten sich selbst jedoch vorwiegend außerhalb ihrer Herkunftsregion Jehudi, so der zum Hofbeamten des Perserkönigs aufgestiegene Jude Nehemia.

### Ioudaioi
Im Hellenismus (ab ~330 v. Chr.) wurde das schon etablierte hebräische Lehnwort Jehudi zu Ioudaioi gräzisiert. So bezeichnen die Septuaginta und die Bücher der Makkabäer, später auch der jüdische Historiker Flavius Josephus und das Urchristentum die Israeliten. Das Synonym Israelites trat in diesen Texten zurück, doch der Name Israel blieb der übliche Sammelbegriff für dieses ethnisch-religiöse Kollektiv. In 1 Makk 8,18-32  verwendete Judas Makkabäus die Ausdrücke „Israel“, „das Volk der Judäer“ und „die Judäer“ gegenüber den Römern gleichsinnig für das zuvor unterdrückte, nun Roms Beistand suchende Volk, das er vertrat. Auch in 1 Makk 13,41-43  erscheinen die Worte „Israel“, „das Volk“ und „Judäer“ miteinander und synonym. Die Hasmonäer nannten ihr Königreich Ioudaia (Judäa). Flavius Josephus sprach in seinen Antiquitates bis zum 11. Kapitel archaisierend vom „Volk der Israeliten“. Nachdem er deren Rückkehr aus dem Exil und die Restauration in der Perserzeit beschrieben hatte, nannte er sie ab dem 12. Kapitel immer Ioudaioi, so auch in seinen übrigen Schriften. Das Wort umfasste bei ihm die Bewohner der nun römischen Provinz Judäa und Samaria und Galiläas (Bellum Judaicum 1,21; 2,232). Die „Galiläer“ galten damals als Teil der Judäer (Contra Apionem 1,48) und wurden nur innerhalb dieses Volkes semantisch unterschieden. Simon Bar Kochba, der Anführer des letzten Aufstandes (132–136) palästinischer Juden gegen die römische Besatzungsmacht, bezeichnete sein Volk und dessen Land ausschließlich als „Israel“; vielleicht, um sich von der römischen Provinz Judäa und deren jüdischen Vasallenkönigen abzugrenzen.
Paulus von Tarsus nannte sich meist Ioudaios, so betont in Gal 2,15  gegenüber den „Sündern aus den Völkern“ (Gojim). In Röm 11,1  nannte er sich „Israelit aus dem Samen Abrahams, vom Stamm Benjamin“, in Röm 9,4.24  abwechselnd „Judäer“ und „Israelit“. Für Paulus waren dies also Synonyme, die alle auf das erwählte Bundesvolk verweisen. Dass „Israeliten“ in der Antike eher die Selbstbezeichnung, „Judäer“ bzw. „Juden“ eher eine abfällige Fremdbezeichnung dieses Volkes war, ist somit von damaligen Quellen nicht gedeckt.
Wie Ioudaioi im NT angemessen zu übersetzen ist, wurde oft diskutiert. Manche verstanden das Wort ausschließlich geografisch als „Bewohner Judäas“, um diese von früheren Israeliten, damaligen Galiläern wie Jesus von Nazaret, späteren Juden und deren Religion abzurücken. Solche Versuche setzten sich in der Geschichtswissenschaft nicht durch. Ioudaioi war damals vorwiegend ethnisch, nicht nur geografisch konnotiert, so dass „Judäer“ bzw. „Juden“ es zutreffend übersetzt.
Im Römerreich wurde Ioudaios zu Iudaeus, Plural Iudaei, latinisiert und durch das Christentum in Europa verbreitet.

### „Jüdisches Volk“
Im Anschluss an die biblische Tradition verstehen sich Juden oft als Teil des „jüdischen Volkes“. Juden aller Hautfarben, Nationalitäten, Kulturen und Lebensformen, auch nichtreligiöse Juden, zählen sich zu diesem Volk, definieren dieses Wort also weder rassisch oder genetisch noch nur ethnisch oder national noch nur als Religionszugehörigkeit. Sie beziehen sich dabei auf eine gemeinsame Geschichte, die eine Zusammengehörigkeit und Solidarität mit bedrohten und verfolgten Juden in anderen Teilen der Welt begründet. Die heiligen Schriften des Judentums stützen dieses Verständnis, indem sie jeden einzelnen Juden durch seinen Lebenswandel für die Gesamtheit aller Juden mitverantwortlich machen.
Die Tora begründet diese Zusammengehörigkeit erzählerisch mit der gemeinsamen Abstammung aller Israeliten von den Erzvätern Abraham, Isaak und Jakob. Abrahams Berufung schließt laut Gen 12,1-3  die Erwählung seiner Nachkommen zum Segen für die Völker ein. Darauf beruht die biblische Bezeichnung der Israeliten als „Volk Gottes“ oder als „erwähltes Volk“. Diese Bezeichnung verstanden Nichtjuden oft als Arroganz und Hybris und nahmen sie zum Anlass, Juden abzuwerten und zu verachten. In der Bibel bedeutet Erwählung gerade Gottes Beschlagnahmung dieses Volkes dazu, diesen einzigen Schöpfer der Welt bekannt zu machen und ihm auf besondere Weise durch Erfüllen seiner Tora zu dienen, also sich seinem Befreiungswillen für diese Welt unterzuordnen.
Der Bezug auf die gemeinsame Herkunft verbindet religiöse und säkulare Juden: „Von Zugehörigkeit zum Volk Israel […] kann man jedoch auch sprechen, wenn ein Individuum kulturell oder religiös von der religiös-kulturellen Wirklichkeit der Geschichte Israels in wesentlichen Bereichen seiner Persönlichkeit als geschichtliches Wesen faktisch geprägt ist und das positiv akzeptiert.“

### Antisemitisches Schimpfwort
In der langen Geschichte des Antisemitismus verknüpften Judenfeinde die Kollektivbezeichnung „die Juden“, auch verdichtet zum kollektiv gemeinten Singular „der Jude“, mit allen möglichen negativen Zuschreibungen und machten sie so zum Stigma und Mittel der Ausgrenzung. Juden sind im Glaubens- und Weltdeutungssystem von Antisemiten immer „die Anderen“, der ultimative Gegenentwurf zur eigenen Existenzform. Juden verkörpern für sie das prinzipiell Unnormale und Schlechte, das aus der eigenen Weltordnung auszuschließende Feindbild. Dies hatte historisch in NS-Deutschland die Vernichtung von um die sechs Millionen (mehr als ein Drittel aller damaligen) Juden im Holocaust zur Folge.
Die Anrede „Du Jude“ wird bis heute als Schimpfwort verwendet, etwa auf Schulhöfen. Dies gilt in der Antisemitismusforschung als Wirkung und Fortsetzung des Antisemitismus.
Der Duden erläuterte seinen Eintrag zum Wort „Jude“ jahrelang wie folgt:

„Gelegentlich wird die Bezeichnung Jude, Jüdin wegen der Erinnerung an den nationalsozialistischen Sprachgebrauch als diskriminierend empfunden. In diesen Fällen werden dann meist Formulierungen wie jüdische Menschen, jüdische Mitbürgerinnen und Mitbürger oder Menschen jüdischen Glaubens gewählt.“

2022 kritisierte ein deutscher Jude auf Twitter diese Erläuterung und löste damit eine breite Debatte aus. Teilnehmer verwiesen darauf, dass die Ersatzbezeichnung „Menschen jüdischen Glaubens“ falsch ist, da sie nichtreligiöse Juden ausschließt und die Nationalsozialisten nicht nur gläubige Juden verfolgten. Die Ersatzvorschläge seien ausgrenzend; der Duden wolle damit nur einem Unbehagen nichtjüdischer Deutscher genügen, die das Wort „Jude(n)“ an die Verbrechen ihrer Vorfahren erinnere. Die Bezeichnung sei keinesfalls diskriminierend, solange Juden selbst sie nicht so empfänden. Josef Schuster erklärte für den Zentralrat der Juden in Deutschland, das Wort sei für ihn „weder ein Schimpfwort noch diskriminierend“, wie schon der Name des Zentralrats zeige. Auch Nichtjuden kritisierten den Dudenvorschlag als Kapitulation vor dem Missbrauch des Wortes durch Judenfeinde. Daraufhin änderte die Dudenredaktion die Erläuterung des Stichworts wie folgt:

„Wegen des antisemitischen Gebrauchs in Geschichte und Gegenwart, besonders in der Zeit des Nationalsozialismus, werden die Wörter Jude/Jüdin seit Jahrzehnten von der Sprachgemeinschaft diskutiert. Gleichzeitig werden die Wörter weithin völlig selbstverständlich verwendet und nicht als problematisch empfunden. […] Besonders im öffentlichen Sprachgebrauch finden sich auch alternative Formulierungen wie jüdische Menschen, Bürger/-innen, Mitbürger/-innen oder – in religiösem Zusammenhang – Menschen jüdischen Glaubens. Eine weitere Variante ist ich bin jüdisch / er ist jüdisch.“

## Kennzeichen des Judeseins

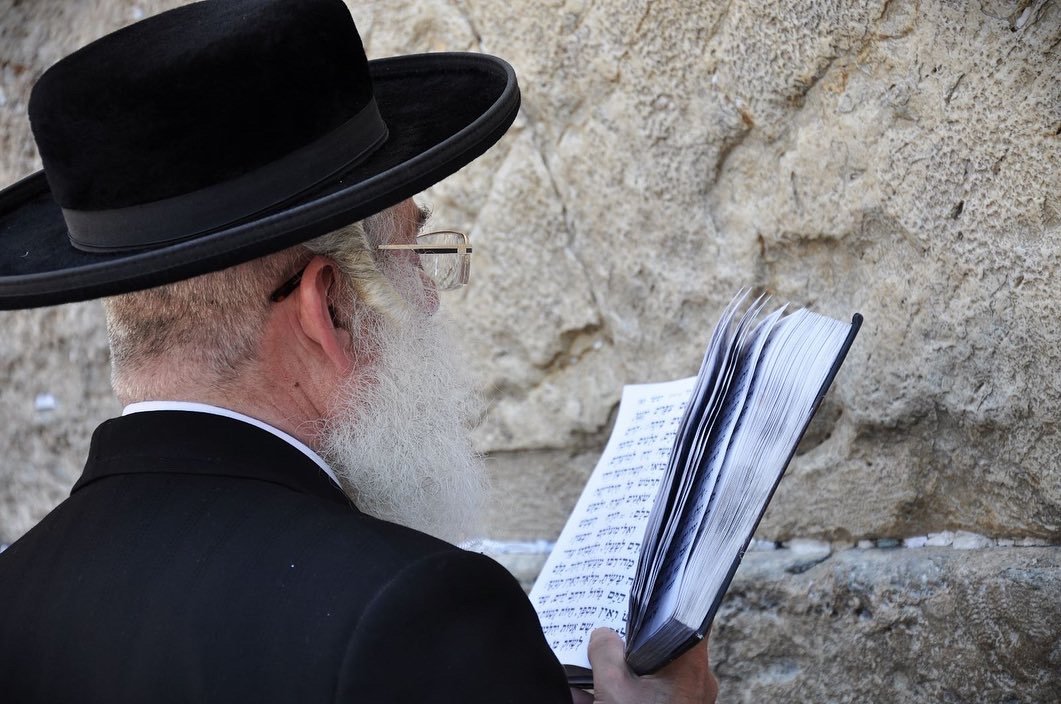
Orthodoxer Jude beim Gebet an der Klagemauer in Jerusalem (2012)

Die Halacha ist das jüdische Recht, das bis 200 n. Chr. aus der mündlichen Tora-Auslegung der Rabbinen hervorging. Diese wurde in der Mischna und im Talmud gesammelt und schriftlich fixiert. Die Halacha definiert Juden nach zwei Kriterien: Jude oder Jüdin ist
- jedes Kind einer Mutter, die bei der Empfängnis selbst Jüdin nach der Halacha war (Matrilinearität),
- jede regelgerecht zum Judentum übergetretene Person (Konversion, hebräisch Gijur).

Kinder jüdischer Väter, die keine jüdische Mutter haben, müssen nach der Halacha zum Judentum übertreten, um als Juden zu gelten. Die halachische Definition gilt unabhängig von der Herkunft der Person und unabhängig davon, ob oder wie sehr sie die Toragebote und sonstigen jüdischen Glaubensregeln befolgt oder nicht.
Dieser Definition folgen im Grundsatz alle Hauptrichtungen des Judentums. Das Reformjudentum in den USA nimmt seit 1983 auch Kinder jüdischer Väter und nichtjüdischer Mütter auf, sofern diese jüdisch erzogen werden.
Juden, die das Judentum aktiv praktizieren, beachten in der Regel einige Hauptgebote der Tora wie die Beschneidung, die Sabbat-Ruhe, Speise- und Reinheitsgebote und die jüdischen Hauptfeste. Die Jüdische Kultur ist jedoch vielfältig und umfasst ganz verschiedene Lebensweisen und Ausdrucksformen des Judeseins.
Die Israelische Unabhängigkeitserklärung definiert den heutigen Staat Israel als „Staat des jüdischen Volkes“ und gibt zugleich allen Staatsbürgern die gleichen Rechte, unabhängig von ihrer Religion oder Nationalität. Das Rückkehrgesetz von 1950 erlaubt jedem Juden und jeder Jüdin, in Israel einzuwandern und die Staatsangehörigkeit zu erwerben. Die Ausweisdokumente der Israelis enthalten Einträge nach Nationalität („le’om“) und Religionszugehörigkeit. Über letztere entscheiden die regionalen und lokalen, von orthodoxen Rabbinern besetzten Rabbinatsgerichte, damit verbunden auch über das Ehe- und Scheidungsrecht. Sie erkennen nur Nachkommen jüdischer Mütter und nach der Halacha zum Judentum übergetretene Menschen als Juden an. Diese Spannung zwischen orthodox-religiösem und staatlich-säkularem Verständnis von Judesein führte seit den 1950er Jahren immer wieder zu Konflikten. Nach Grundsatzurteilen des Obersten Gerichts wurden das Rückkehrgesetz und das Registrierungsgesetz mehrmals verändert. Seit 1970 können Personen mit einem jüdischen Großelternteil, im Ausland zum Judentum konvertierte Personen und deren Familienmitglieder sich als Juden nach der Nationalität eintragen lassen. Seit 2011 können unter Religion als „jüdisch“ eingetragene Personen den Eintrag auf „religionslos“ ändern lassen.

## Gruppen im Judentum
Zu den Juden gehören verschiedene, nach ihrer regionalen Herkunft zugeordnete Gruppen, darunter die Aschkenasim (europäische Juden), Mizrachim (orientalische Juden), Sephardim (osmanische und nordafrikanische Juden), Cochin-Juden (Südindien) und Falaschen (Äthopien). Ein zum Judentum übergetretenes Volk waren die Chasaren. Eine jüdische Sondergruppe sind die Karäer. Hinzu kommen ethnische Gruppen, die sich als Juden verstehen, aber nach der Halacha nicht als solche anerkannt sind. Die in Israel geborenen Juden ordnen sich oft keiner spezifischen jüdischen Gruppe mehr zu.

## Demografie
Das American Jewish Year Book veröffentlicht jährlich die von demografischen Instituten mehrerer Staaten gemeinsam ermittelten Gesamtzahlen der Juden weltweit und die Prozentzahlen ihrer Anteile an den Bevölkerungen einzelner Staaten. Zur jüdischen Kernbevölkerung zählen die Institute dabei nur Personen, die sich selbst nach Abstammung und Religion als Juden definieren und sich wechselseitig von anderen kollektiven Identitäten unterscheiden. Nicht mitgezählt sind Personen, die von Juden abstammen, aber einer anderen Religion folgen, und Nichtjuden mit familiären oder sonstigen Verbindungen zu Juden. Anerkannt ist, dass die strenge Definition eher zu niedrige Schätzungen hervorbringt, weil die Anteile von Juden mit mehreren kulturellen und religiösen Identitäten wachsen und dies die eindeutige Unterscheidung zwischen Juden und Nichtjuden zunehmend erschwert.

### Gesamtzahlen
Das israelische Zentralbüro für Statistik gab die weltweite Zahl der Juden vor dem Holocaust (1925 und 1939) als Vergleichszahlen zur Entwicklung seit 1945 an. Das American Jewish Yearbook und die Berman Jewish Data Bank veröffentlichten die Zahlen seit 1945. Darauf basiert die Statistik der deutschen Plattform Statista zur Anzahl der Juden weltweit bis 2023:
| Jahr | Zahl in Mio. |
| ---- | ------------ |
| 1925 | 14,8         |
| 1939 | 16,6         |
| 1945 | 11,0         |
| 1950 | 11,3         |
| 1960 | 12,08        |
| 1970 | 12,58        |
| 1980 | 12,82        |
| 1990 | 12,87        |
| 2000 | 13,25        |
| 2005 | 13,62        |
| 2010 | 14,05        |
| 2015 | 14,55        |
| 2018 | 14,60        |
| 2019 | 14,71        |
| 2020 | 15,08        |
| 2021 | 15,16        |
| 2022 | 15,25        |
| 2023 | 16,78        |

### Verteilung nach Staaten
Anfang der 1990er Jahre lebte noch ein Großteil der Juden in der Sowjetunion. Nach deren Auflösung wanderten die meisten davon nach Israel, in die USA und nach Deutschland aus. Dadurch änderte sich die Verteilung der Juden in der Welt. Bis Ende 2023 registrierten die Demografen folgende Zahlen:
| Land                   | Zahl     |
| ---------------------- | -------- |
| Vereinigte Staaten     | 7,5 Mio  |
| Israel                 | 7,2 Mio. |
| Frankreich             | 440.000  |
| Kanada                 | 398.000  |
| Vereinigtes Königreich | 312.000  |
| Argentinien            | 171.000  |
| Russland               | 132.000  |
| Deutschland            | 125.000  |
| Australien             | 117.000  |
| Brasilien              | 90.500   |
| Südafrika              | 50.000   |
| Ungarn                 | 46.000   |
| Mexiko                 | 40.000   |
| Ukraine                | 33.000   |
| Niederlande            | 29.700   |

Für weitere Staaten lagen 2021 folgende Zahlen vor:
| Land       | Zahl   | Bevölkerungsanteil in % |
| ---------- | ------ | ----------------------- |
| Belgien    | 28.900 | 2,5                     |
| Italien    | 27.200 | 0,5                     |
| Schweiz    | 18.400 | 2,1                     |
| Uruguay    | 16.400 | 4,7                     |
| Chile      | 15.900 | 0,8                     |
| Schweden   | 14.900 | 1,4                     |
| Türkei     | 14.500 | 0,2                     |
| Spanien    | 12.900 | 0,3                     |
| Österreich | 10.300 | 1,2                     |
| Panama     | 10.000 | 2,3                     |